# Patrick Currie
Pour les articles homonymes, voir Currie.
G. Patrick Currie est un acteur américain.

## Rôles notables
- 1997 : Complot de femmes (The Stepsister) (TV)
- 2001 : Queer as Folk (épisode 1x08 : Mon homme est une femme) : Hotlanta
- 2002-2004 : Stargate SG-1 : Numéro 5
- 2003 : Stargate SG-1 : Chaka
- 2003 : Stargate SG-1 : Eamon
- 2005 : Smallville : Lance (05x17)
- 2008 : L'Île du secret (Whispers and Lies) (TV) : Chris Hammett
- 2008 : Mariage par correspondance (Mail Order Bride) (TV) : Kelly
- 2006-2009 : Battlestar Galactica : Enzo
- 2025 : Tracker : Sheldon Grimes (saison 2, épisode 19)